# Bivirga
La bivirga  est un neume utilisé dans le chant grégorien.
La notation cursive montre que ce neume est fort, ce qui justifie une répercussion entre les deux notes. La bivirga est pratiquement toujours à un sommet mélodique, ce qui en fait un pôle naturel pour accentuer le groupe neumatique auquel elle appartient.
Elle correspond normalement à une double virga épisémée dans la notation de St Gall  et à une double note longue  dans celle de Laon.
Il ne faut pas confondre la bivirga, forte, avec la distropha, qui est au contraire légère. La notation carrée supprime souvent les queues des bivirga, ce qui rend la confusion pratiquement inévitable.